# Akra (Irak)
Akra (arab. عقرة, ʿAqra; kurd. ئاكرێ, Akrê; syr. ܥܩܪܵܐ, ‘Aqrā) – miasto w Iraku, w muhafazie Niniwa, siedziba administracyjna kady Akra. W 2012 roku liczyło ok. 27 tys. mieszkańców.
Miasto położone jest na zboczach gór i charakterystyczne dla niego są piętrzące się domy i uliczki na stokach skalnych. Dnem doliny pod miastem biegnie potok, który stanowi dopływ Wielkiego Zabu.
Na północny zachód od miasta, w okolicy wioski Kundik, znajdowały się dwie grupy płaskorzeźb skalnych. Pierwsza grupa płaskorzeźb, u wejścia do groty, składała się z dwóch pasów: na górnym myśliwy przeszywa dzidą ibisa, na dolnym pokazana była scena przedstawiająca powrót myśliwego z polowania. Druga, starsza grupa, położona ok. 7 km wyżej, ukazywała siedzącą postać, prawdopodobnie boga otoczonego przez ibisy, lwy i inne zwierzęta. Płaskorzeźby zostały zniszczone w latach 90 XX wieku.

## Ludzie związani z miastem

### Urodzeni
- Huner Saleem (9 marca 1964) – kurdyjski reżyser filmowy